# Faculté de médecine dentaire de l'Université de Montréal
 (mars 2024).
La Faculté de médecine dentaire de l'Université de Montréal (FMD de l'UdeM) est une faculté de médecine dentaire canadienne du Québec.

## Histoire
En 1904, le Dr Eudore Dubeau fonde l’École de chirurgie dentaire de Montréal à l’intérieur des anciens locaux du journal La Patrie. L’École devient la Faculté de chirurgie dentaire de l'Université de Montréal en 1920. Elle déménage dans le pavillon principal (maintenant pavillon Roger-Gaudry) au cours de 1942. Durant les années 1960, la Faculté de chirurgie dentaire établit plusieurs départements (orthodontie, stomatologie, biologie dentaire, dentisterie préventive, dentisterie de restauration et prosthodontie), mais elle n’en conserve que trois à partir de 1973 : stomatologie, santé buccale et dentisterie de restauration. La même année, elle devient la Faculté de médecine dentaire (FMD) de l’Université de Montréal.
En plus du programme de doctorat en médecine dentaire (DMD), la FMD offre divers programmes d'études aux cycles supérieurs. Ces programmes peuvent être à orientation clinique (certificats de résidence, maîtrises professionnelles) ou s'intéresser aux sciences fondamentales.
Depuis les années 1980, des activités de recherche biomédicale s'ajoutent à l’enseignement en clinique. 

## Services
La Faculté de médecine dentaire met à la disposition du public un service de clinique dentaire. Les patients peuvent y recevoir divers soins et services professionnels (soins préventifs primaires, parodontie, dentisterie pédiatrique, dentisterie opératoire, endodontie, prosthodontie, radiologie / diagnostic, chirurgie et urgence). Les soins et services sont réalisés par des étudiants en médecine dentaire sous la supervision de leurs enseignants.
La Faculté de médecine dentaire abrite également le musée Eudore-Dubeau, en l’honneur du dentiste qui l’a créée. Le musée présente une reconstitution de certains cabinets dentaires datant du XXe siècle. L’exposition montre également l’évolution des instruments utilisés en médecine dentaire.

## Recherche
En 2024, la Faculté de médecine dentaire comprend 11 unités de recherche. La recherche fondamentale réalisée au sein de la Faculté s’inscrit autour de trois axes : neurosciences (douleur, mouvements, sommeil et états de conscience), os et cartilages (maladies musculo-squelettiques, os et tissus calcifiés et régénération tissulaire) ainsi que microbiologie et technologie de stérilisation. La Faculté contribue également à la recherche clinique grâce au Groupe de recherche appliquée en médecine dentaire (GRAMDENT). Les travaux du GRADMENT portent sur les matériaux, les nanotechnologies et les malformations cranio-faciales, l’édentation, la santé et la réhabilitation buccodentaire de même que sur la promotion de la santé buccodentaire.